# 1994年冬季奥林匹克运动会短道速滑比赛
1994年冬季奧林匹克運動會短道速滑比賽于1994年2月22日-1994年2月26日在挪威哈马尔奥林匹克露天剧场舉行，該屆比賽共設6個小項，共有來自19個代表團的87名選手參加。

## 奖牌榜
*   主办国家/地区（挪威）
| 排名                | 代表团              | 金牌 | 銀牌 | 銅牌 | 总计 |
| ------------------- | ------------------- | ---- | ---- | ---- | ---- |
| 1                   | 韩国（KOR）         | 4    | 1    | 1    | 6    |
| 2                   | 美国（USA）         | 1    | 1    | 2    | 4    |
| 3                   | 意大利（ITA）       | 1    | 1    | 0    | 2    |
| 4                   | 加拿大（CAN）       | 0    | 2    | 1    | 3    |
| 5                   | 中国（CHN）         | 0    | 1    | 0    | 1    |
| 6                   | （AUS）             | 0    | 0    | 1    | 1    |
| 6                   | 英国（GBR）         | 0    | 0    | 1    | 1    |
| 总计（共7个代表团） | 总计（共7个代表团） | 6    | 6    | 6    | 18   |

## 奖牌得主

### 男子
| 項目                | 金牌                                                                                  | 金牌    | 银牌                                                                  | 银牌    | 铜牌                                                                      | 铜牌    |
| 500米 （詳細）      | 蔡智薰 · 韩国（KOR）                                                                  | 43.45   | 米尔科·维耶尔曼 · 意大利（ITA）                                       | 43.47   | 尼基·古奇 · 英国（GBR）                                                   | 43.68   |
| 1000米 （詳細）     | 金琪焄 · 韩国（KOR）                                                                  | 1:34.57 | 蔡智薰 · 韩国（KOR）                                                  | 1:34.92 | 马克·加尼翁 · 加拿大（CAN）                                               | 1:33.03 |
| 5000米接力 （詳細） | 意大利（ITA） · 毛里齐奥·卡尔尼诺 · 奥拉齐奥·法戈内 · 胡戈·赫恩霍夫 · 米尔科·维耶尔曼 | 7:11.74 | 美国（USA） · 兰迪·巴茨 · 约翰·科伊尔 · 埃里克·弗莱姆 · 安德鲁·加贝尔 | 7:13.37 | （AUS） · 斯蒂芬·布拉德伯里 · 基兰·汉森 · 安德鲁·默撒 · 理查德·尼齐尔斯基 | 7:13.68 |

### 女子
| 項目                | 金牌                                            | 金牌    | 银牌                                                                                | 银牌    | 铜牌                                                                  | 铜牌    |
| 500米 （詳細）      | 凯茜·特纳 · 美国（USA）                         | 45.98   | 张艳梅 · 中国（CHN）                                                                | 46.44   | 埃米·彼得森 · 美国（USA）                                             | 46.76   |
| 1000米 （詳細）     | 全利卿 · 韩国（KOR）                            | 1:36.87 | 纳塔莉·朗贝尔 · 加拿大（CAN）                                                       | 1:36.97 | 金昭希 · 韩国（KOR）                                                  | 1:37.09 |
| 3000米接力 （詳細） | 韩国（KOR） · 全利卿 · 金昭希 · 金润美 · 元蕙敬 | 4:26.64 | 加拿大（CAN） · 克里斯蒂娜·布德里亚 · 伊莎贝尔·沙雷 · 茜尔维·戴格尔 · 纳塔莉·朗贝尔 | 4:32.04 | 美国（USA） · 埃米·彼得森 · 凯茜·特纳 · 妮基·齐格尔迈耶 · 卡伦·卡什曼 | 4:39.34 |